# Lemurella
Lemurella – rodzaj roślin z rodziny storczykowatych (Orchidaceae). Rośliny z 4 gatunków występują tylko na Madagaskarze oraz Komorach.

## Systematyka
Rodzaj sklasyfikowany do podplemienia Angraecinae w plemieniu Vandeae, podrodzina epidendronowe (Epidendroideae), rodzina storczykowate (Orchidaceae), rząd szparagowce (Asparagales) w obrębie roślin jednoliściennych.
Wykaz gatunków
- Lemurella culicifera (Rchb.f.) H.Perrier
- Lemurella pallidiflora Bosser
- Lemurella papillosa Bosser
- Lemurella virescens H.Perrier